# 貝爾維爾鎮區 (明尼蘇達州艾塔斯卡縣)
貝爾維爾鎮區（英語：Bearville Township）是位於美國明尼蘇達州艾塔斯卡縣的一個行政鎮區。

## 地方資料
貝爾維爾鎮區的面積為189.15平方千米，當中陸地面積為186.16平方千米，而水域面積為2.99平方千米。根據2020年美國人口普查的數據，當地共有人口202人，而人口密度為每平方千米1.07人。